# Mechnica (Jegłownik)
Mechnica – przysiółek wsi Jegłownik w Polsce, położony w województwie warmińsko-mazurskim, w powiecie elbląskim, w gminie Gronowo Elbląskie, na obszarze Żuław Elbląskich.
Wieś okręgu sędziego ziemskiego Elbląga w XVII i XVIII wieku. W latach 1975–1998 przysiółek administracyjnie należał do województwa elbląskiego.